# Château de Baldern
Le Château de Baldern (en allemand Burg Baldern) est le nom donné au site et aux ruines d'un ancien château-fort carolingien situé sur le territoire de la commune de Stallikon dans le  canton de Zurich.

## Situation
Ces ruines se trouvent sur la crête de l'Albis à 810 m d'altitude et à environ 4 km au sud d'Uto Kulm, sur le plateau de l'Uetliberg.

## Histoire
Tout ce que l'on sait du château de Baldern provient de quelques sources écrites et d'une légende, selon lesquelles en 853, le roi franc Louis le Germanique avait édifié à cet endroit un fort militaire.

## Configuration
Au nord un fossé est encore reconnaissable ; aucun vestige de muraille n'a subsisté. On ne dispose pas d'études archéologiques sérieuses.

## La Légende du Cerf lumineux
Au IXe siècle les deux filles de Louis le Germanique, Hildegarde et Bertha vivaient au château de Baldern. Fuyant l'agitation bruyante qui y régnait, elles allaient volontiers se réfugier dans la solitude et le silence de la forêt. Chaque nuit, les deux saintes femmes descendaient le chemin dangereux vers Zurich pour aller prier dans une chapelle. Dieu leur envoya alors un cerf portant dans ses bois des bougies allumées. L'animal les conduisait toujours au même endroit précis, les attendait pendant qu'elles priaient et les ramenait ensuite saines et sauves au château. Longtemps les sœurs s'interrogèrent sur ce miracle. Enfin elles l'interprétèrent comme un signe : elles devaient construire une église à l'endroit où le cerf les attendait.
Le roi Louis fut informé des sorties nocturnes de ses filles. Une nuit, il les suivit et fut témoin du miracle. Il les convoqua alors toutes les deux pour entendre leurs avis. Il n'aimait cependant pas l'endroit indiqué par ses filles pour construire l'église. Elles appelèrent alors par la prière un signe que Dieu exauça en faisant tomber du ciel une corde verte sur l'emplacement choisi. Le roi reconnut alors que ses filles avaient raison et fonda une église et un couvent féminin qui devint par la suite le Fraumünster.

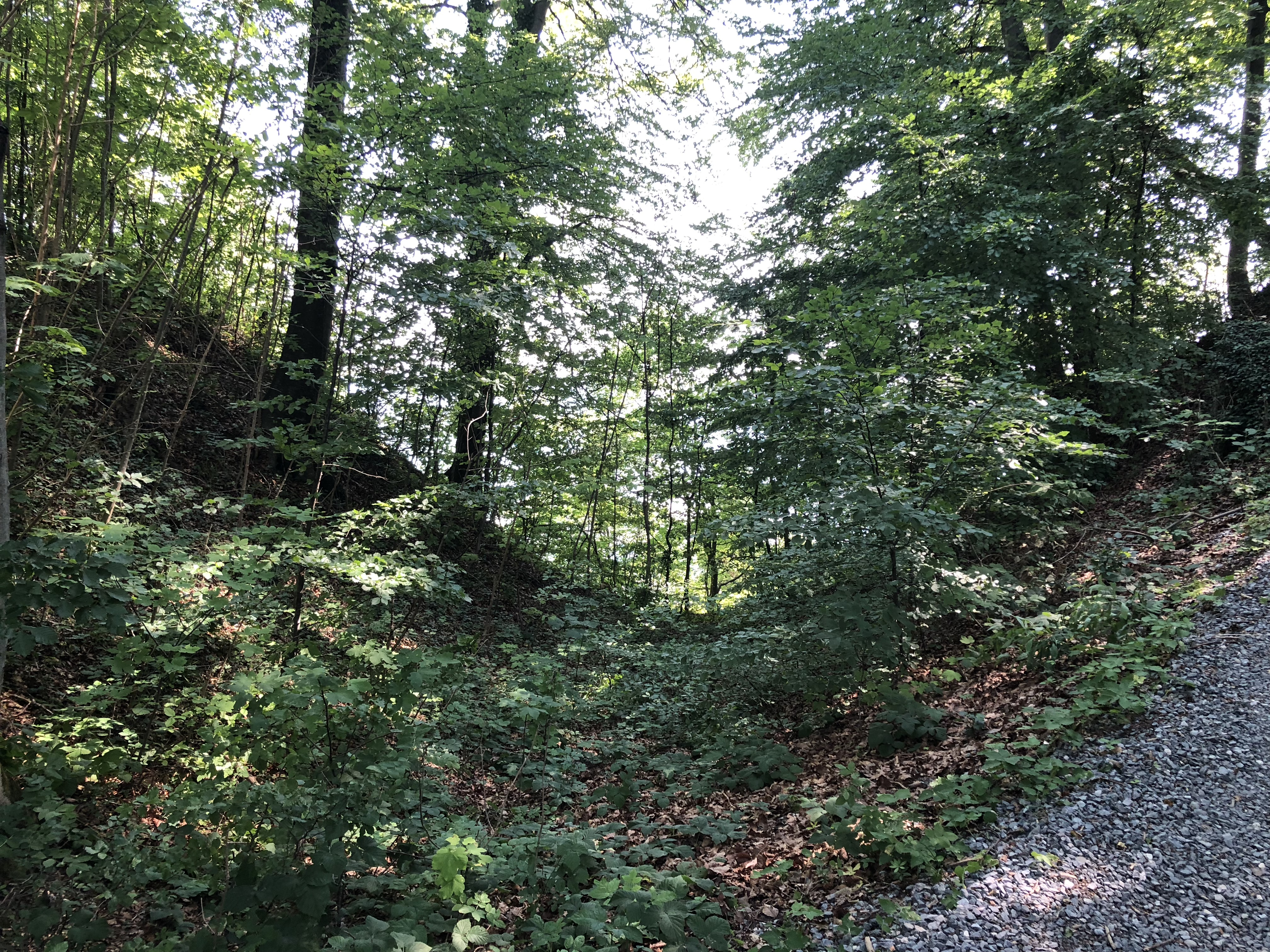
Les anciennes douves, au nord de la colline du château
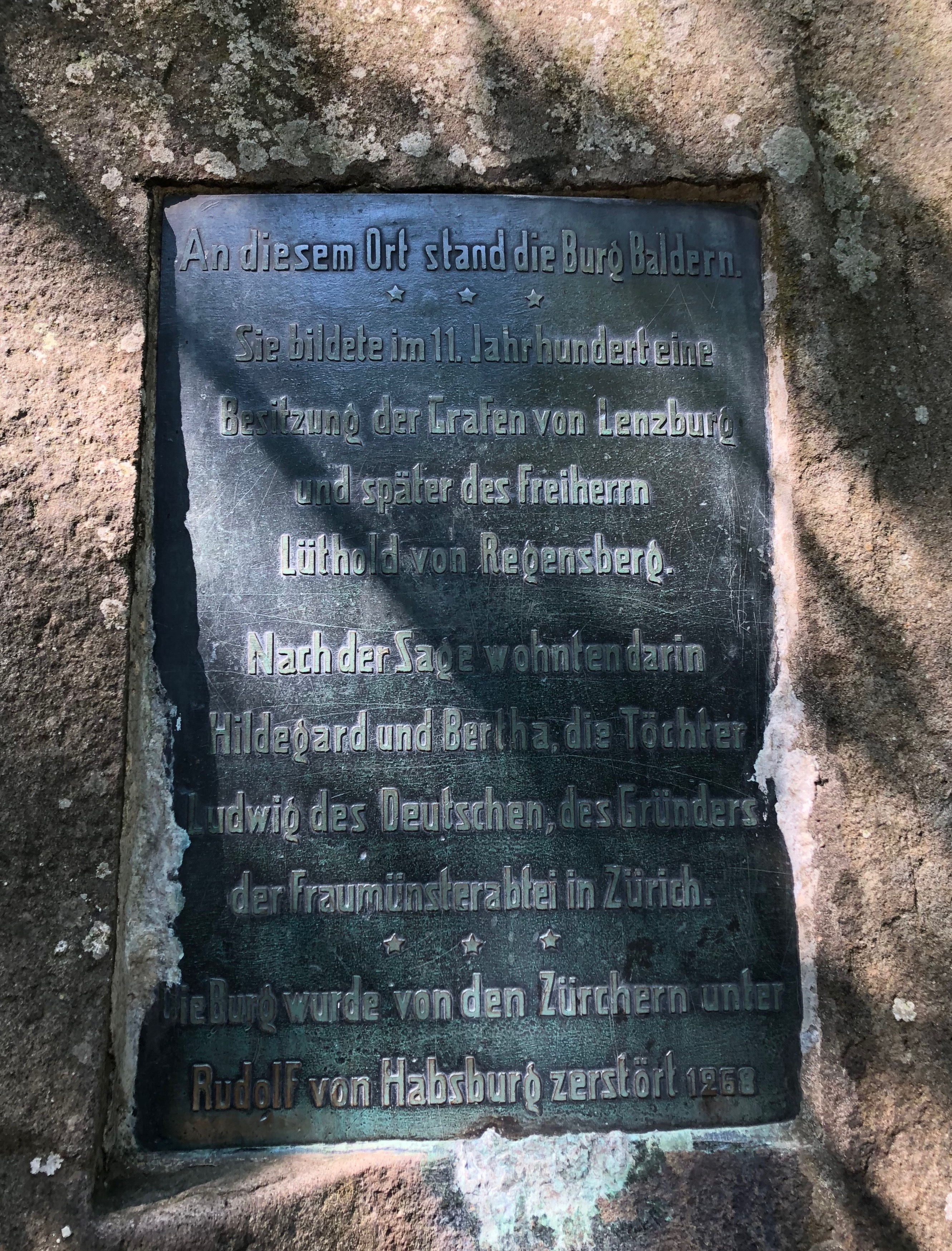
Plaque commémorative
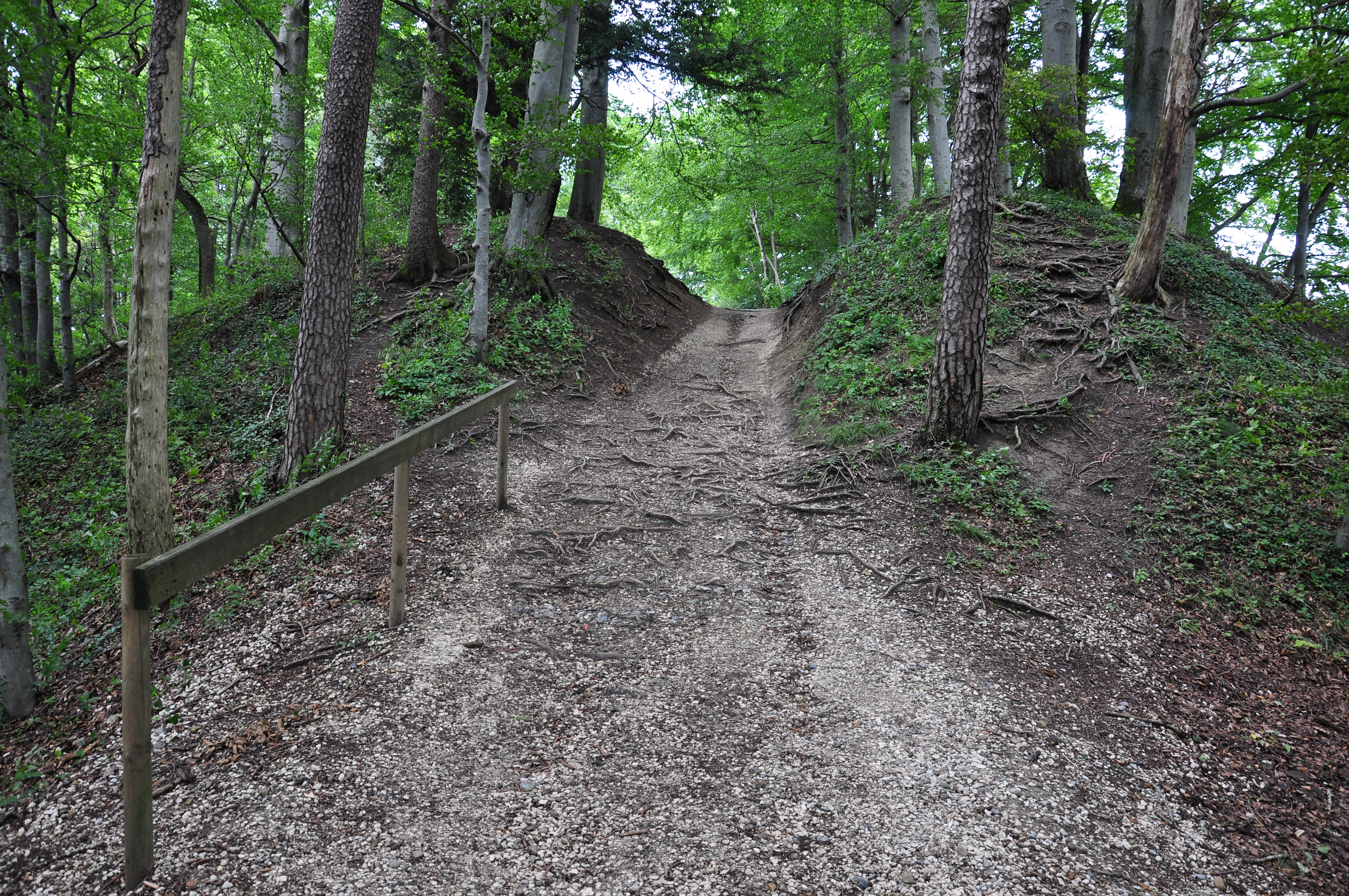
La colline de la forteresse à l'est
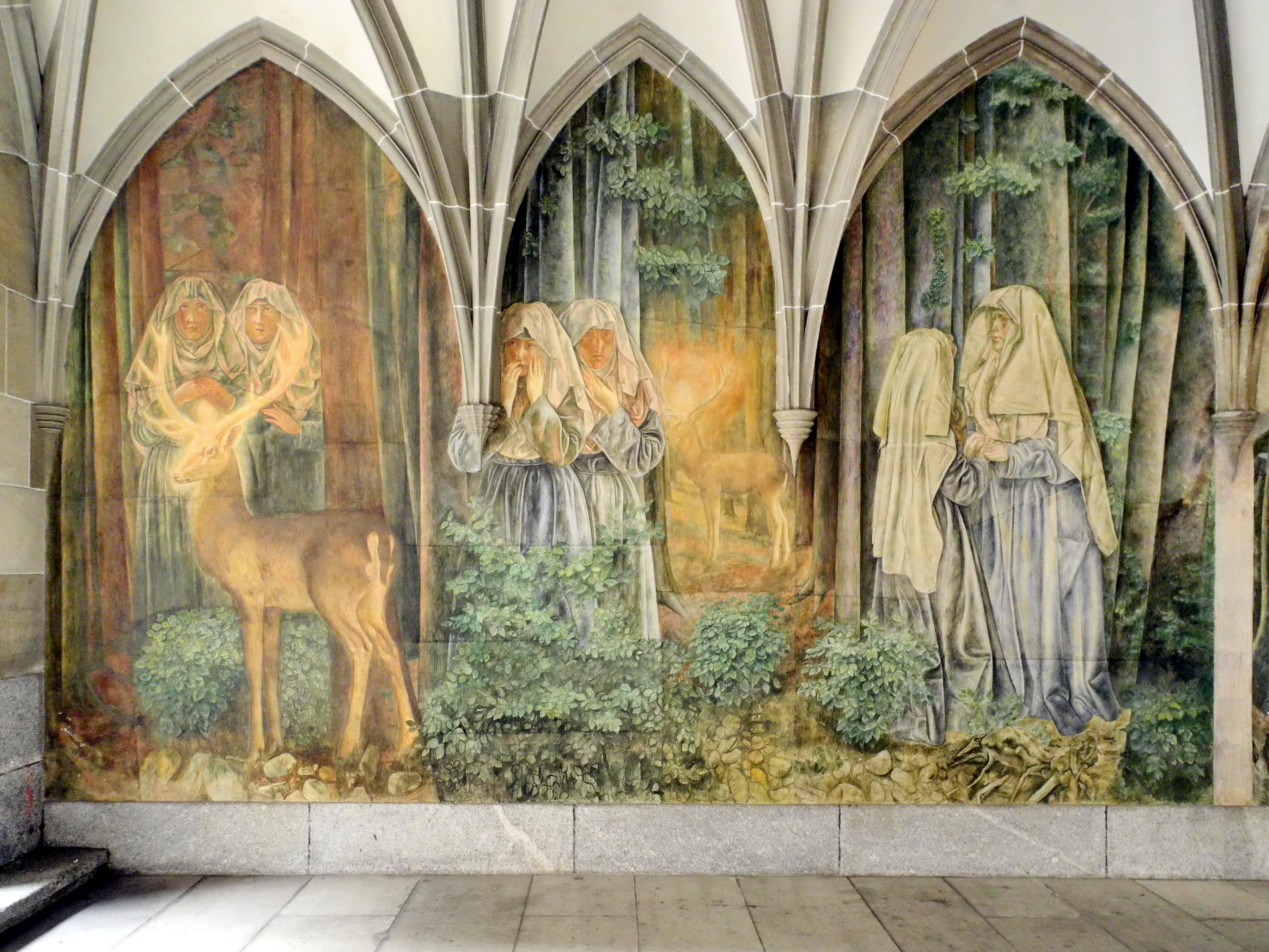
La légende du cerf lumineux : fresque de Paul Bodmer dans l'ancien Cloître du Fraumünster